# Allan Damgaard
Allan Damgaard Espersen (født 11. april 1986 i Rødby) er en dansk tidligere håndboldspiller. Han spillede 5 kampe på det danske landshold.

## Spillerkarriere
Han spillede tidligt i karrieren for Rødby HK, Mors-Thy Håndbold og Viborg HK. I 2012 skrev han kontrakt med Team Tvis Holstebro. I hans første sæson kom han på tredjepladsen i EHF European League. I samme sæson debuterede han for det danske landshold. I 2015 skiftede han til tyske HSV Hamburg på en tre-årig kontrakt. Da klubben gik bankerot kom ham tilbage til Danmark og skrev kontrakt med Bjerringbro-Silkeborg. Her vandt han det danske mesterskab i 2016. I 2017 skiftede han tilbage til Bundesligaen og Frisch Auf Göppingen, hvor han spillede i tre år, før han vendte tilbage til TTH.
Han indstillede karrieren i 2023 og blev derefter assistenttræner i Mors-Thy Håndbold. Han forlod Mors-Thy efter 2023-24 sæsonen.

## Privatliv
Allan er storebror til håndboldspilleren Michael Damgaard.